# Vremenska kapsula
Vremenska kapsula je trajno skladište za neko dobro ili neke podatke, koje su namjerene za komunikaciju s budućim naraštajima ili koje su namjerno ostavljene za arheologe, antropologe, povjesničare u budućnosti. Vremenske kapsule obično se stvaraju prilikom značajnih svečanosti kao recimo postavljanja kamena temeljca odnosno zaglavnog kamena nekog građevinskog objekta, ili kod obilježavanja neke druge važne obljetnice.